# Zvezdne steze 6: Nepoznana dežela
Zvezdne steze 6: Nepoznana dežela (izvirno angleško Star Trek VI: The Undiscovered Country, poznan tudi po okrajšavi ST6: TUC ali samo TUC) je šesti film iz priljubljene znanstvenofantastične serije Zvezdne steze, posnet leta 1991 v studiu Paramount Pictures. To je zadnji film, v katerem igra celotna igralska zasedba iz serije ZS: Prva nanizanka (TOC) in je njihova zadnja skupna odprava.